# Lindome (Mölndal)
 (mars 2024).
Si vous disposez d'ouvrages ou d'articles de référence ou si vous connaissez des sites web de qualité traitant du thème abordé ici, merci de compléter l'article en donnant les références utiles à sa vérifiabilité et en les liant à la section « Notes et références ».
Pour les articles homonymes, voir Lindome (homonymie).
Lindome est une localité de l'ouest de la Suède située dans la commune de Mölndal, à 15 kilomètres au sud de Göteborg.
Il s'agit d'une zone autrefois rurale dont la constitution en agglomération remonte aux années 1960. La localité doit son nom à la paroisse homonyme de Lindome sur le territoire de laquelle elle se situe. 

## Personnalités liées à Lindome
- Jerker Virdborg (1971-), auteur suédois.